# Ferber

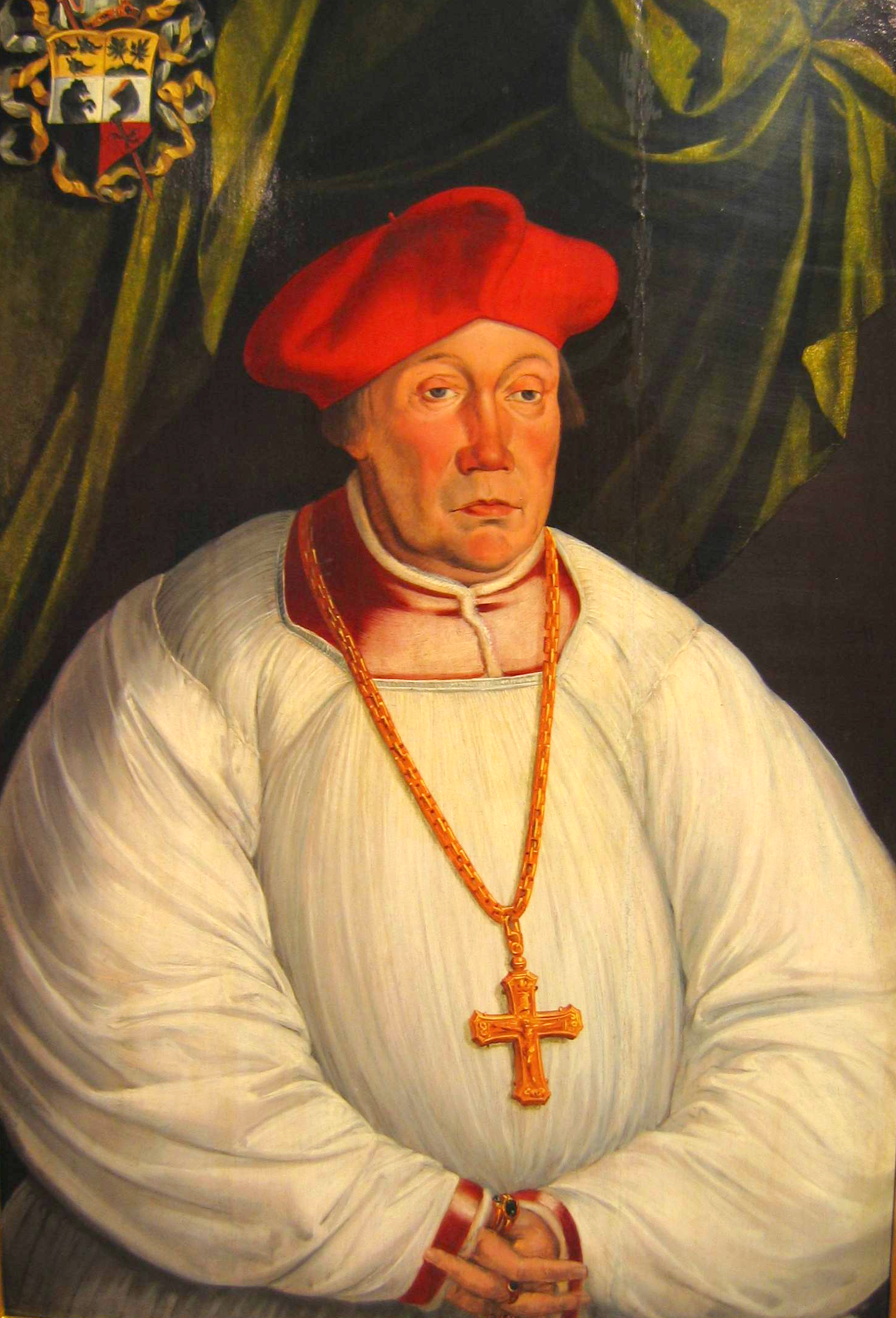
Portret Maurycego Ferbera, z jego herbem biskupim w lewym górnym rogu. Pole I tego herbu zawiera rodowy herb Ferberów

Ferber – polski herb szlachecki z nobilitacji oraz ród mieszczański w Gdańsku.

## Opis herbu
W polu złotym trzy głowy dzika czarne (dwie nad jedną), z karkami czerwonymi.
Klejnot: między dwoma skrzydłami złotymi, czarna głowa dzika.

## Najwcześniejsze wzmianki
Nadany Eberhardowi Ferberowi, rajcy gdańskiemu i jego dzieciom: Janowi, Tydemanowi, Jerzemu i Barbarze 18 maja 1515.

## Herbowni
Chodorowicz, Chodorowski, Fedorowicz, Ferber, Fiedorowicz, Filemonowicz, Karasiewicz, Karsunowski.

### Znani herbowni
- Eberhard Ferber (1464–1529) – burmistrz Gdańska, syn Johanna Ferbera (1430–1501), również burmistrza tego miasta
- Maurycy Ferber (1471–1537) – biskup warmiński, syn Johanna, brat Eberharda
- Constantin Ferber I (1520–1588) – burmistrz Gdańska, syn Eberharda
- Constantin Ferber III (1580–1654) – burmistrz Gdańska
- Nathanael Gottfried Ferber (1688–1755) – burmistrz Gdańska

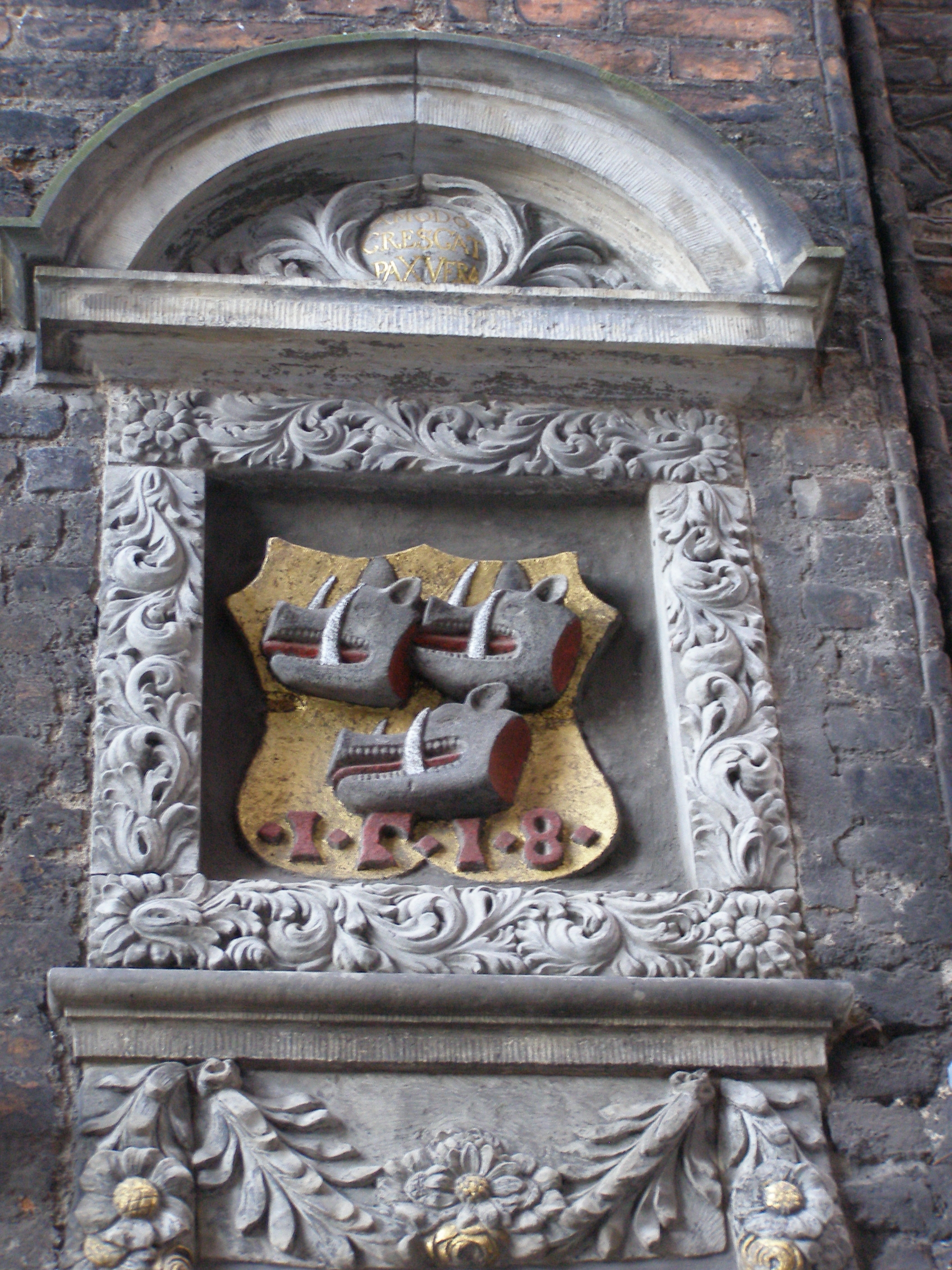
Herb rodowy Ferberów w Gdańsku